# Клётце
Клётце (нем. Klötze) — город в Германии, в земле Саксония-Анхальт. 
Входит в состав района Зальцведель. Подчиняется управлению Клётце.  Население составляет 10 803 человека (на 31 декабря 2010 года). Занимает площадь 61,46 км². Официальный код  —  15 3 70 059.

## Известные уроженцы
- Адольф Франк (1834—1916) — немецкий учёный-химик, создатель калийной промышленности Германии.